# Deere & Company

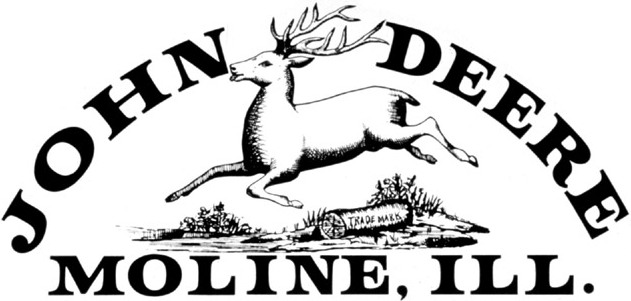
Logo utilizado por Deere & Company entre 1878 y 1912.

Deere & Company, más conocida por su marca comercial John Deere, es un fabricante de maquinaria agrícola establecido en el este de Moline, Illinois, Estados Unidos. Fue fundada en 1837 por John Deere, herrero pionero del oeste americano.La empresa fabrica motores utilizados en equipos pesados y provee servicios financieros y otras actividades conexas de apoyo para grupos empresariales.
Los productos agrícolas de John Deere incluyen tractores, cosechadoras, empacadoras, sembradoras, quads y equipo forestal. La compañía es también proveedor de equipos de construcción, así como equipos utilizados para el mantenimiento de césped, como cortadoras de césped y recortabordes, motosierras, quitanieves y, durante un corto período, motonieves. Los productos de John Deere son distintivos por sus colores verde y amarillo. 
Deere & Company ocupa el puesto 84 en la lista Fortune 500 de 2022 de las mayores empresas de Estados Unidos. Sus diferentes series de tractores incluyen la serie D, la serie E, Speciality Tractors, Super Heavy Duty Tractors y JDLink.

## Controversias

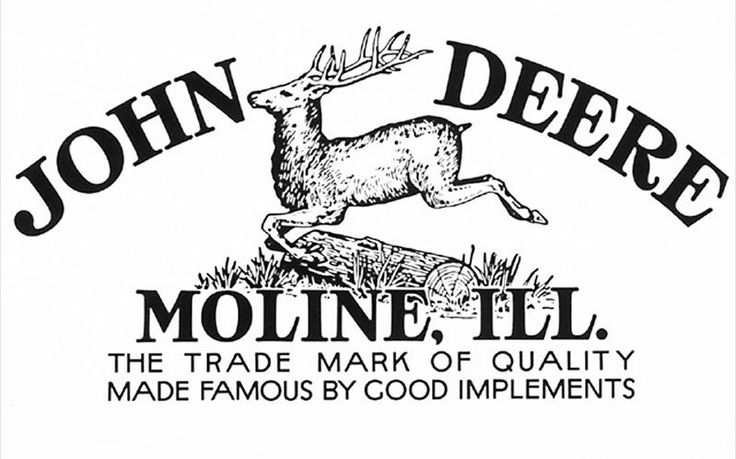
Logo utilizado por la empresa de 1912 hasta 1936.

Ciertos analistas consideran que los compradores de los últimos productos de John Deere no son sus dueños reales debido a licencias muy restrictivas que impide al comprador realizar determinadas reparaciones por su cuenta.
John Deere ha sido criticada por restringir las reparaciones de su maquinaria moderna, ya que solo la empresa tiene acceso al software necesario, lo que impide el uso de piezas no originales y la intervención de talleres independientes. Incluso se ha informado sobre bloqueos remotos de equipos, como en el caso del robo de maquinaria en Ucrania en 2022.
La licencia del software interno prohíbe modificar el sistema, limitando así las reparaciones fuera de la red oficial de John Deere, lo que ha generado acusaciones de monopolio en los servicios de mantenimiento. La empresa argumenta que permitir reparaciones externas violaría la Ley de Derechos de Autor Digitales de EE. UU. (DMCA). Grupos como Electronic Frontier Foundation han criticado estas prácticas por ser contrarias al derecho a reparar. En 2023, John Deere firmó un acuerdo con la American Farm Bureau Federation (Federación de la Oficina Agrícola Estadounidense) para facilitar el acceso a software y manuales, aunque expertos cuestionan su eficacia por no tener carácter legal vinculante.
En 2022, 13 demandas fueron consolidadas en un tribunal federal, y en 2023 el Departamento de Justicia presentó una declaración de interés en contra de Deere. En 2025, la Comisión Federal de Comercio (FTC) presentó una demanda antimonopolio acusando a la empresa de inflar los costos de reparación al restringir el acceso a talleres independientes. Esta acción fue respaldada por varios estados estadounidenses.

## Divisiones

### Industrias John Deere Argentina
Es una empresa local de capital extranjero, subsidiaria de Deere & Company. Posee presencia de sus productos desde el año 1894, siendo importada primeramente por la empresa AGAR & Cross S.A. Entre fines de 1958 y hasta 1994 fabricó tractores de la línea verde, los cuales discontinuó para dedicarse únicamente a la producción de motores para la exportación. Todo eso cambió a partir de 2011 cuando anunció inversiones para sustituir importaciones y nacionalizar la producción de tractores de menos de 100 HP (caballos de fuerza) y cosechadoras axiales de la serie STS.

### Producción industrial sostenida en el país
- Desde 1958 con actividad industrial en el país.
- Una planta industrial de más de 50 000 m² (metros cuadrados) cubiertos, en un predio de 60 ha (hectáreas), ubicado en Granadero Baigorria, Provincia de Santa Fe, a solo 10 km (kilómetros) de Rosario, y 300 km de Buenos Aires.
- Inversiones por 60 millones de dólares en tecnología productiva y capital de trabajo desde el año 1994.
- Producción de motores diésel con una gran amplitud de potencias para Argentina y el Mercosur.
- Más de 500 empleados en su planta y oficinas centrales.[cita requerida]
- 350 proveedores nacionales que abastecen material productivo, servicios e insumos varios.
- Aduana domiciliaria propia.

### John Deere Ibérica S.A
Se ubica en España en la Comunidad de Madrid, se originó en 1953 por un empresario llamado Ricardo Medem Gonzálvez, que comenzó como vendedor importando maquinaria agrícola en la Comunidad Valenciana. Contando con el apoyo de Mannheim (Alemania), funda Lanz Ibérica S.A.  y construye la fábrica de tractores en Getafe a finales de 1962. Deere & Company adquiere las operaciones de Lanz en Alemania y Lanz Ibérica. En 2009 se construyen unas nuevas instalaciones en Parla que cuentan con un centro de formación y un campo de pruebas. En octubre de 2022, las instalaciones de Parla pasan a tener otra función dentro de la empresa, transformando estas en el primer centro en Europa de innovación en cultivos de alto valor, siendo renombrando este espacio como John Deere Parla Innovation Center.

## Modelos
Tractores agrícolas
- John Deere 445
- John Deere 730

Serie 20
- John Deere 4420
- John Deere 3420
- John Deere 2420
- John Deere 1420

Serie 30
- John Deere 4530
- John Deere 3530
- John Deere 3330
- John Deere 2730
- John Deere 2530
- John Deere 2330

Serie 40
- John Deere 3440
- John Deere 3540
- John Deere 3140 / 3140 DT
- John Deere 2140

Serie 50
- John Deere 2850
- John Deere 3350
- John Deere 3550

Modelos actuales
- John Deere 5036C
- John Deere 5045D (45 HP) Serie 5D / 5045E (45 HP) Serie 5E[23]
- John Deere 5065E (65 HP) / 5075E (75 HP) Serie 5E[24]
- John Deere 5090E[25]
- John Deere 5425N (77 HP) Serie 5000[26]
- John Deere 5725 (92 HP) Serie 5025[27]
- John Deere 5725HC (92 HP) Serie 5025

## Galería

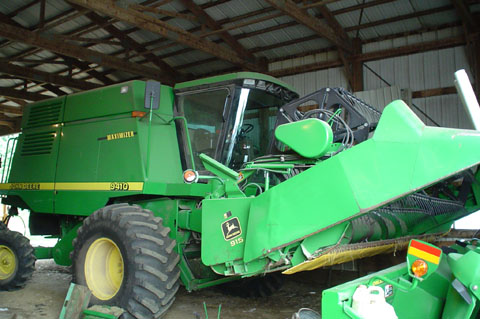
Cosechadora JD 9410
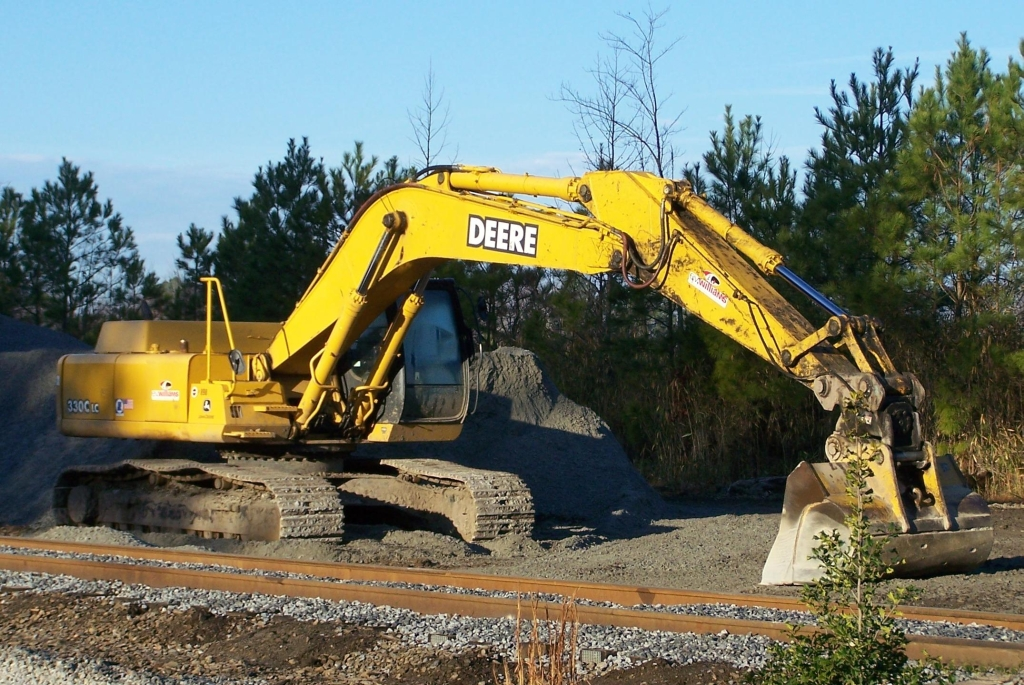
Excavadora John Deere 330C
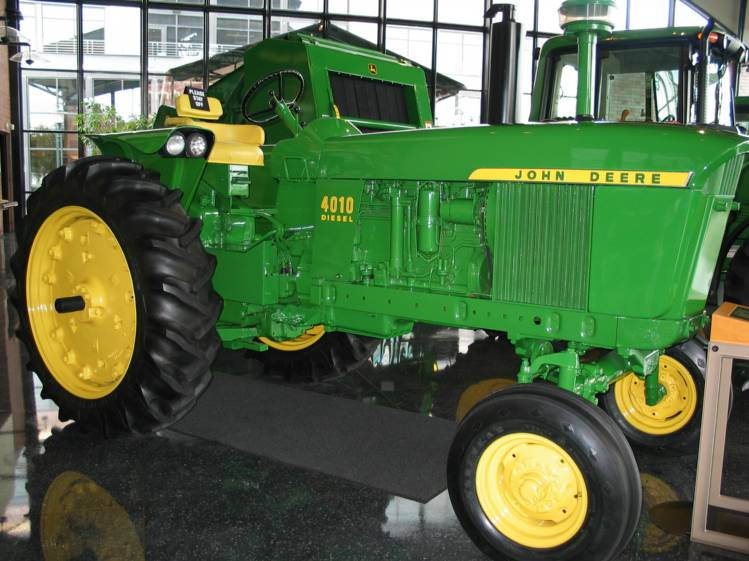
Tractor diésel John Deere 4010 (1960-1963)
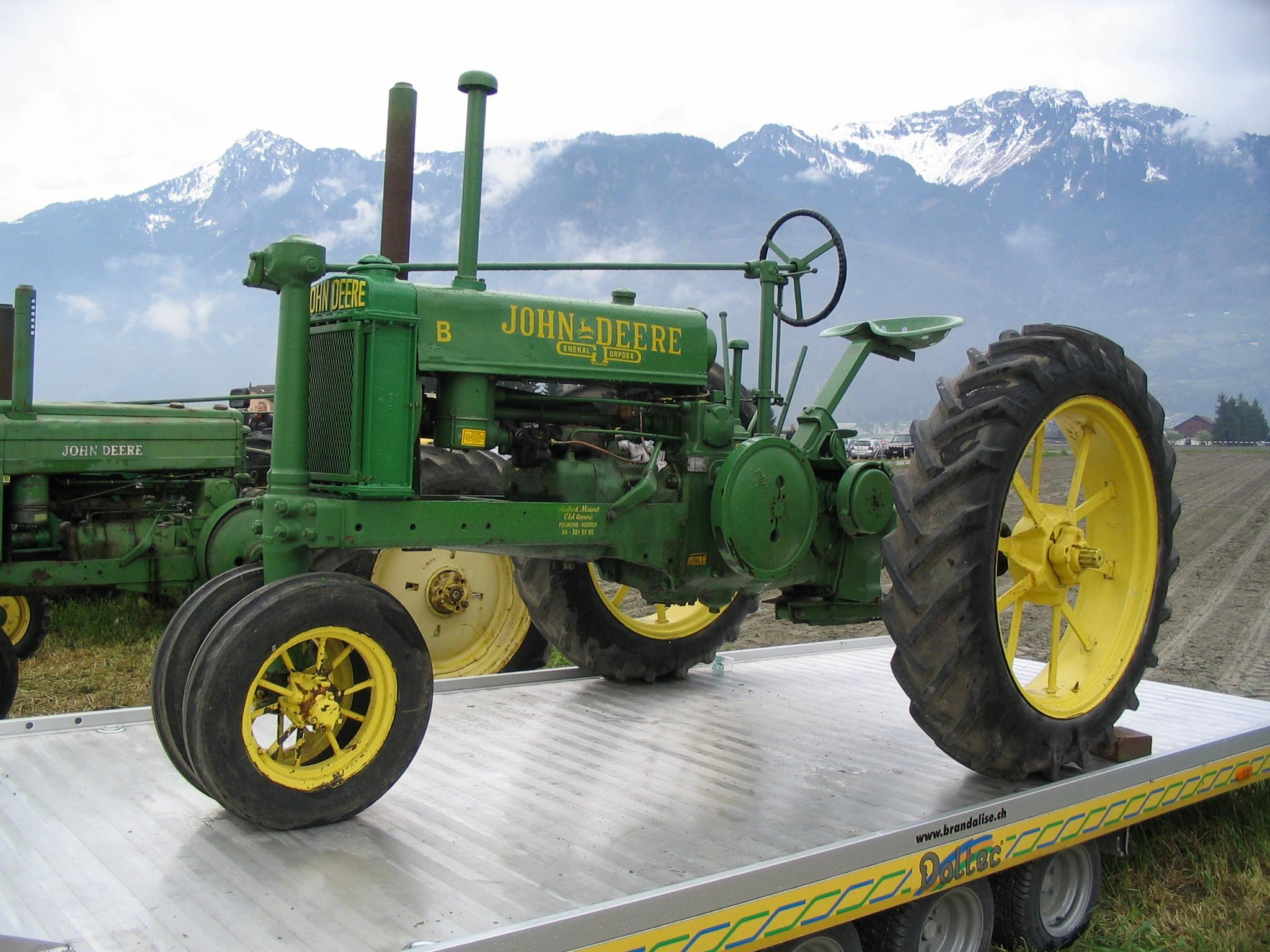
Modelo de tractor de los años 1930.
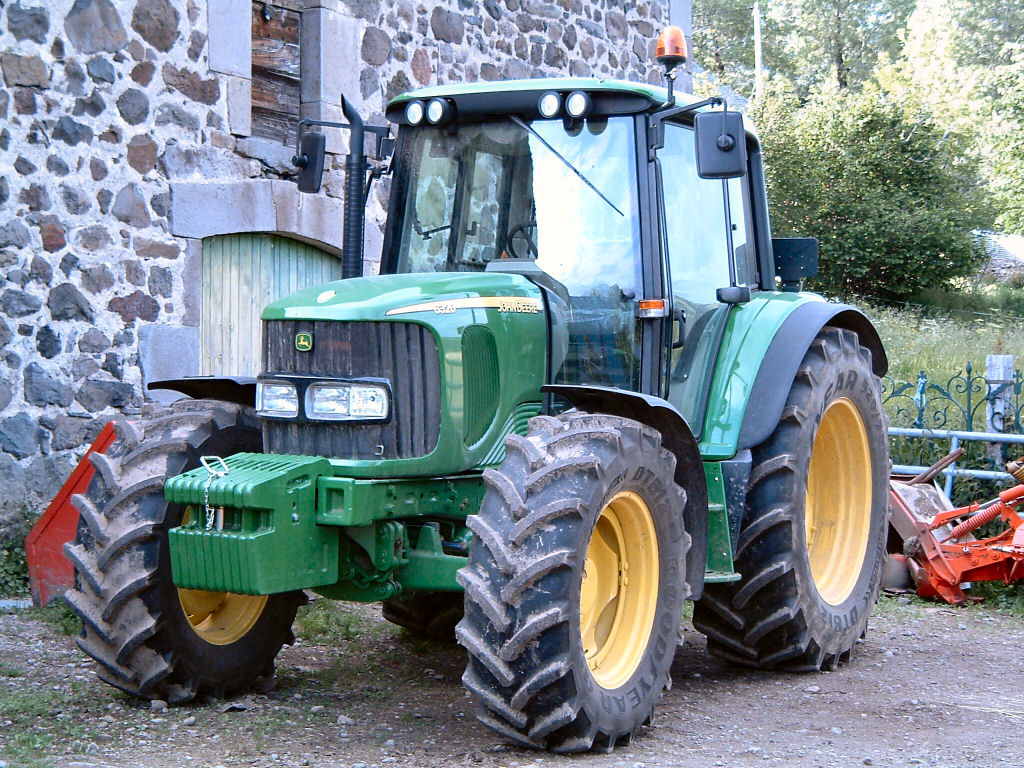
Tractor moderno John Deere 6320.
Cosechadora John Deere 9880 STS.
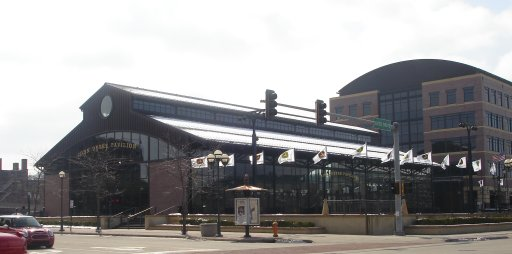
Pabellón John Deere en Moline, Illinois.
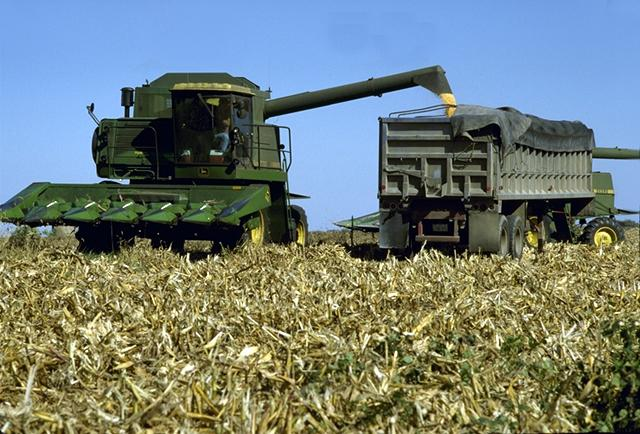
Cosechadora de maíz.
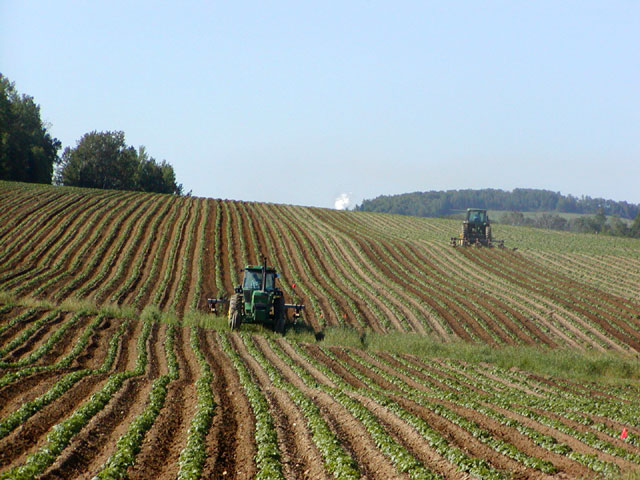
Tractores arando en Maine.
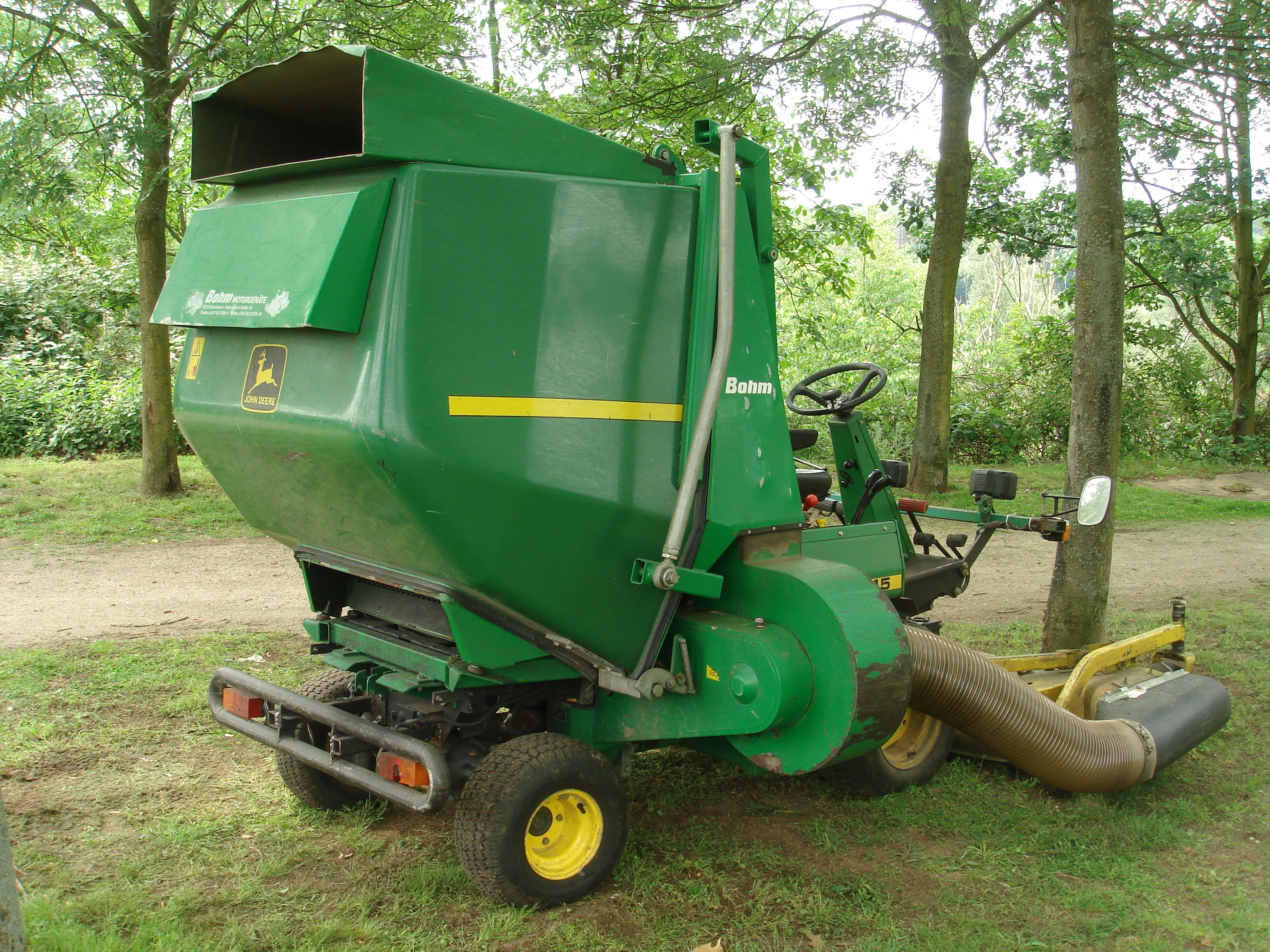
Cortacésped John Deere F1145.
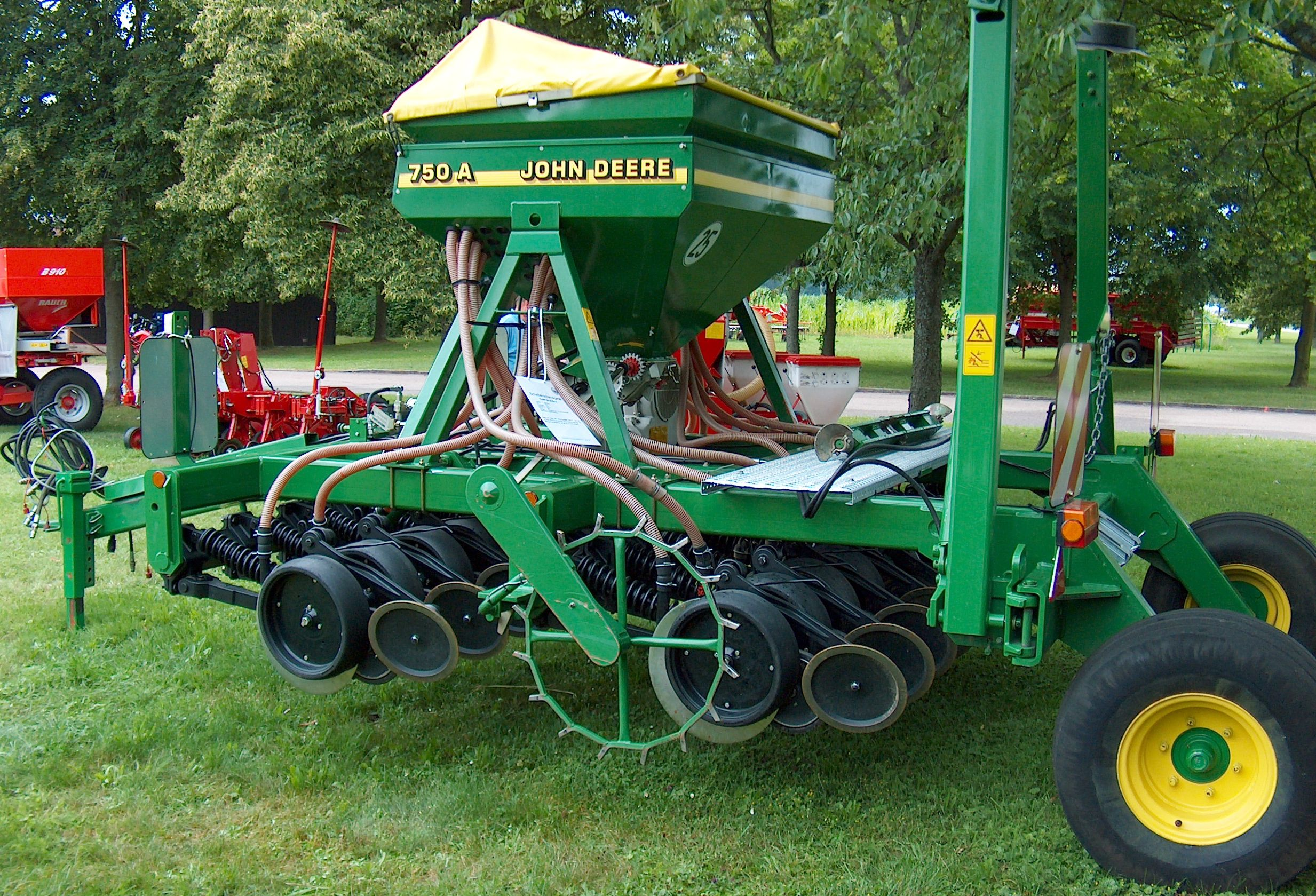
Sembradora John Deere 750A.
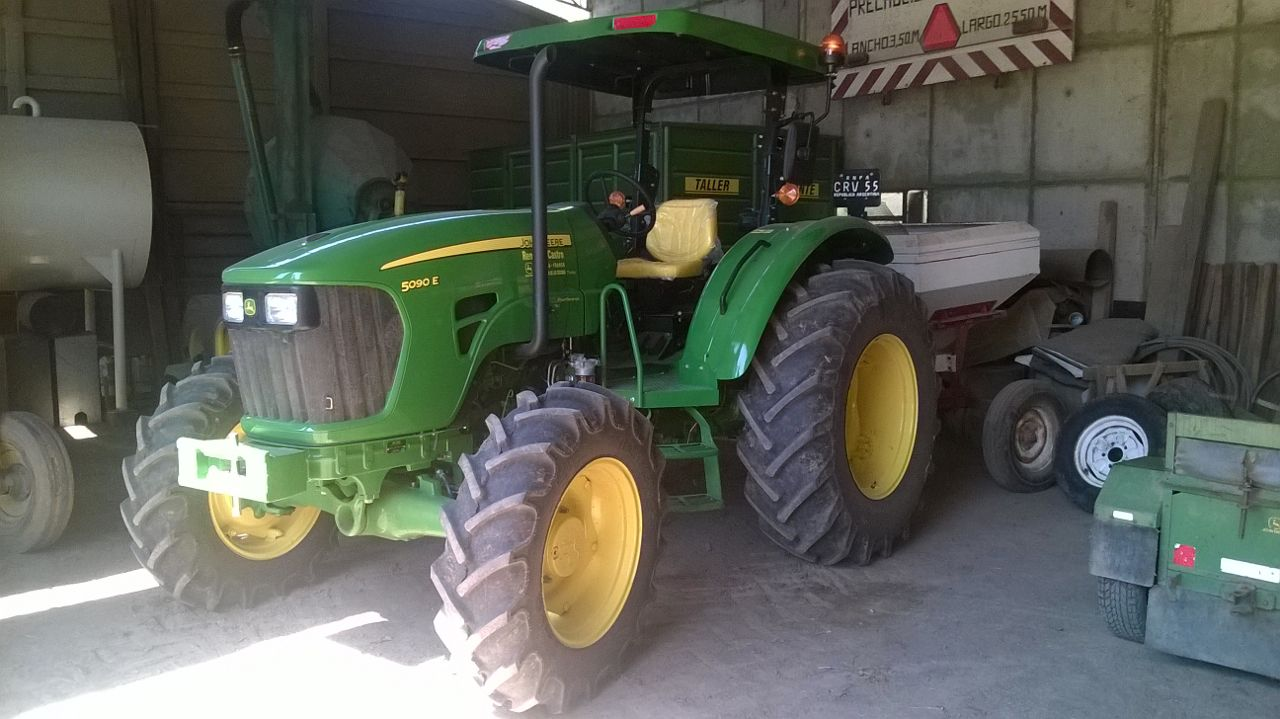
Tractor John Deere 5090D fabricado en Argentina.